# 超古代文明
超古代文明（ちょうこだいぶんめい）とは、先史時代に存在したとされる、高度に発達した文明のこと。

## 概要
「超古代文明」は、文字による記録が残されている有史以来の文明（四大文明など）が成立したとされる紀元前4000年頃よりも前（先史時代）に存在したとされる、現代文明よりも高度な文明や、不明な点が多い文明を指す呼称である。
ムーやアトランティスなどの伝承や創作文学などを発端とするものが多い。これらは20世紀に入ってもなお注目を集めたが、20世紀後半になると航空機・人工衛星や放射年代測定などの各種調査が本格化し、プレートテクトニクス理論や遺伝子研究も登場したことから、学術的に否定され一般的にはオカルトの類と認識されている。
これらの文明には、現代文明をしのぐ卓越した技術によって繁栄したが、自らの超技術に溺れて自滅したり、驚異的な天変地異によって消滅したという伝説が付随し、様々な都市伝説や噂が広がり考古学でも議論が続くテーマでもある。これらはしばしばファンタジーや創作の世界におけるテーマとされ、さらにはその根源を現代の人智を超越する心霊や宇宙人に基づく神秘主義に求めることもある。
物証として遺構や遺物が提示されることもあり、そのほとんどが論拠が無い、信憑性が浅薄、贋作や捏造などの理由で検証の対象となり得ていない。
にもかかわらず、こうした失われた超技術の復活や、未知なものへの憧憬や畏敬は盲信を生じやすいため、しばしばカルトが引用するなどして利用することがある。オウム真理教の麻原彰晃も「超金属」ヒヒイロカネを追い求めていた。

## 主な「超古代文明」
- アトランティス
- ムー大陸
- レムリア
- パシフィス大陸
- メガラニカ
- アガルタ
- 与那国島海底遺跡

## 有名な提唱者
- ジェームズ・チャーチワード：著書『失われたムー大陸』など。
- エーリッヒ・フォン・デニケン：著書『未来の記憶』など。
- グラハム・ハンコック：著書『神々の指紋』など。